# Barend Leyts
Barend Leyts (Veurne) is directeur communicatie van Alexander De Croo.

## Biografie
Hij startte zijn carrière bij Focus-WTV. Van 1994 tot 1999 werkte hij als journalist voor de regionale televisiezender in West-Vlaanderen. 
Vanaf april 1999 tot oktober 2014 werkte hij als journalist voor het Nieuws van de commerciële zender VTM. Hij volgde voor VTM de politieke actualiteit, de Kerk en de monarchie. Hij interviewde in april 2011 de afgetreden bisschop van Brugge, Roger Vangheluwe, die na zijn bekentenis over pedofilie vluchtte "in het verborgene". Roger Vangheluwe moest na zijn interview weg uit het klooster in het Franse La Ferté-Imbault waar hij ondergedoken leefde.
Samen met Pascal Vrebos van de Franstalige commerciële zender RTL, interviewde hij koning Albert II van België. Het gesprek was het eerste publieke interview van de afgetreden vorst na zijn abdicatie in 2014 en zorgde voor controverse omdat het niet was goedgekeurd door zijn zoon en opvolger koning Filip.
Leyts was de auteur van twee boeken samen met Brigitte Balfoort, Marc Van den Wijngaard en Pol Van Den Driessche. "De Eerste Tien Jaar" verscheen in 2003 naar aanleiding van de eerste tien jaar op de troon van koning Albert II. Daarna schreef Leyts een biografie over kroonprins Filip, uitgegeven bij uitgeverij Houtekiet in 2007. Vlak na zijn aantreden, in september 2013, verscheen de geüpdatete biografie van koning Filip. De boekvoorstelling in het Museum voor de Dynastie te Brussel werd bijgewoond door graaf Michel Didisheim, de ex-kabinetschef van de voormalige prins Albert en vertrouweling van het Hof.
In oktober 2014 stapte Leyts uit de journalistiek en werd hij de Nederlandstalige woordvoerder van de Belgische eerste minister Charles Michel.
In november 2018 werd hij door het hof van beroep schuldig verklaard aan valsheid in geschrifte en meineed in het kader van de afwikkeling van de erfenis van zijn moeder en stiefvader.
Leyts werd in november 2019 woordvoerder van de Voorzitter van de Europese Raad. Hij bekleedde die functie tot hij in 2023 terugkeerde naar de Wetstraat 16 als directeur communicatie van eerste minister Alexander De Croo. 